# Christian Northoff
Christian Northoff, auch niederdeutsch Karsten, Kersten, Nordhoff, Noorthoven, Noorthovius (* um 1475; † 1532 oder 1535 in Lübeck) war ein deutscher Kaufmann, Humanist und Mäzen.

## Leben
Christian Northoff entstammte einer Lübecker Kaufmannsfamilie. Erstmals aktenkundig wurde er 1496 im Kreis um Erasmus von Rotterdam in Paris. Zusammen mit seinem älteren Bruder Heinrich, der eine Laufbahn als Kirchenjurist einschlug, wurde er von Erasmus und Augustinus Vincentius Caminadus unterrichtet. Christian Northoff war Adressat einer Reihe von pädagogisch-unterhaltsamen Briefen des Erasmus (Ep. 54-56), die dieser zugleich als Muster für einen guten literarischen Stil verfasste und für die er ein Honorar erwartete (Ep. 55). Oft zitiert werden aus dem Brief Ep. 56 die Ratschläge des Erasmus zur Tageseinteilung des Studenten. Der Brief ist zugleich die älteste Quelle für aurora musis amica, aptis studiis, die lateinische Version des Sprichworts Morgenstund hat Gold im Mund. Nach Christians Abreise aus Paris verfasste Erasmus einen längeren Brief an ihn in Heinrichs Namen (ep. 61). Christian Northoff ist offenbar identisch mit dem Christianus in den Familiarum colloquiorum formulae. Diese Gespräche im vertrauten Familienkreis, ein Handbuch gebildeter Unterhaltung, dienten in ihrer Urform speziell der Bildung der Brüder Northoff.
1497 kehrte er nach Lübeck zurück, vermutlich im Zusammenhang mit dem Tod seines Vaters Johann Northoff. Im August dieses Jahres stiftete er gemeinsam mit seinen Geschwistern in der Marienkirche zu seinem Seelenheil eine Memorial-Vikarie in der am weitesten westwärts gelegenen Seitenkapelle im nördlichen Seitenschiff, der späteren Rodde-Kapelle. 1498 erwarb er ein Haus in der westlich der Kirche gelegenen Straße Schüsselbuden. Er gehörte der Greveradenkompanie an, einer Gilde von Kaufleuten, die von der Forschung als Sammelbecken für vielversprechende und aufstiegsverdächtige Großkaufleute charakterisiert wird.
Im Jahr 1500 reiste er mit seinem Bruder Heinrich, der als Notar an die Rota Romana berufen worden war, nach Rom, wo sie im Collegio Teutonico di Santa Maria dell’Anima wohnten.

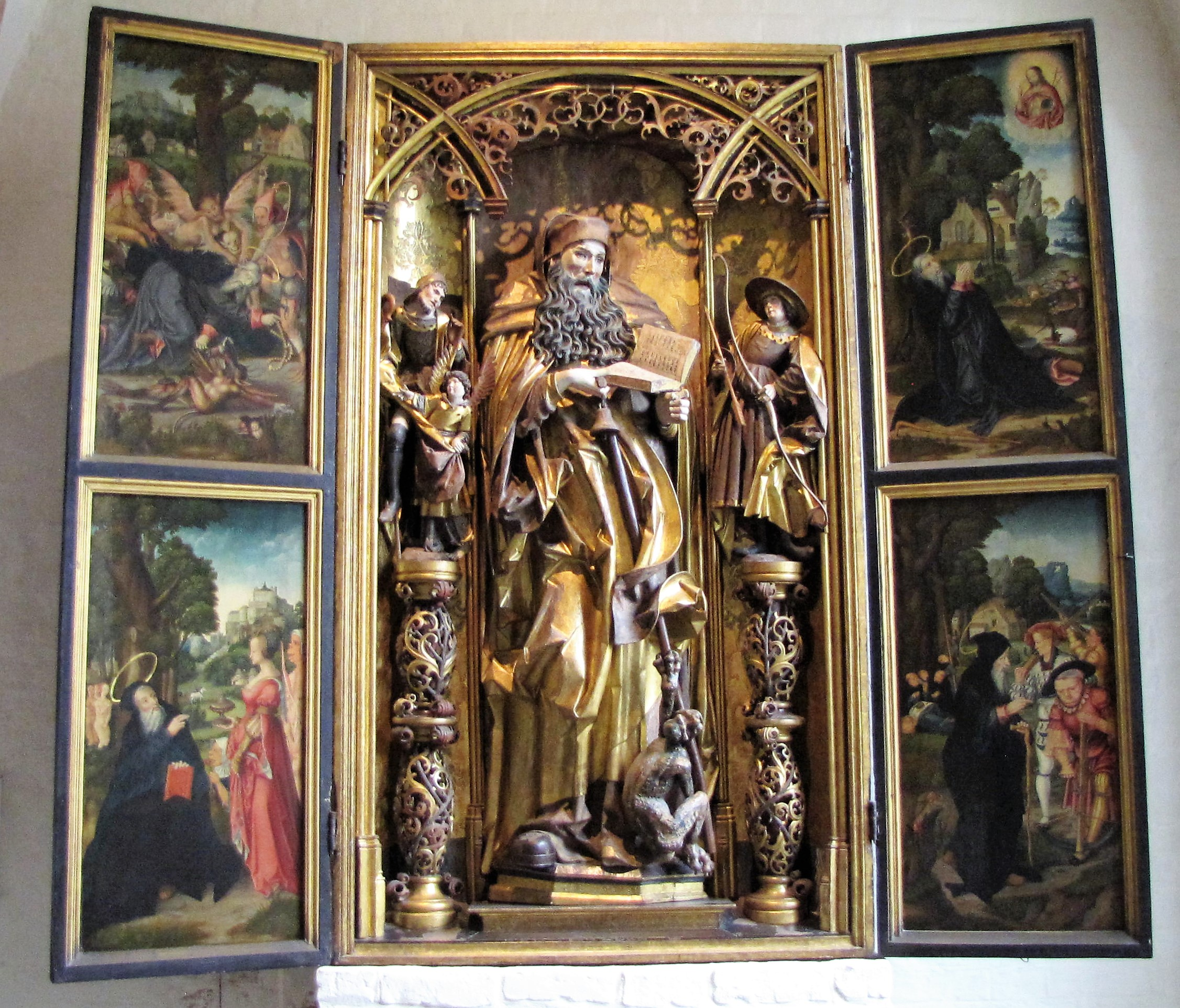
Antoniusretabel

Christian Northoff, in dem sich hochgradiges Bildungsinteresse mit einer tiefen Frömmigkeit verband, war einer der kirchlich aktivsten Kaufleute Lübecks am Vorabend der Reformation und eine zentrale Figur im Lübecker Bruderschaftswesen.  So war er Mitglied in der Antonius-Bruderschaft an der Maria-Magdalenenkirche (Burgkirche) und ab 1512 einer ihrer Älterleute. In dieser Funktion erteilte er 1520 Benedikt Dreyer den Auftrag zu einem seiner Hauptwerke, den Skulpturen für das Antoniusretabel (heute im St.-Annen-Museum). Mit den Tafelbildern und den Vergoldungen des von der Bruderschaft auf eigene Rechnung getischlerten Schreinrahmens wurde hingegen wie bei den Lübecker Altären üblich mit Johann von Köln ein weiterer Maler beauftragt, der mit zwei am Altar tätigen Gesellen nachgewiesen ist. Insgesamt gab die Bruderschaft für das Kunstwerk etwa 310 Mark aus. 
1511 war Northoff einer der Stifter der Rochus-Bruderschaft. Er gehörte auch der Leonhardsbruderschaft,  der Leichnamsbruderschaft sowie der 1497 begründeten und für den Unterhalt der Marientiden in St. Marien zuständigen Mariae-Verkündigungs-Bruderschaft an. 1515 war er einer der Gründungs-Vorsteher des St.-Annen-Klosters.
Sein Tod fiel in die Zeit der bürgerschaftlichen Unruhen unter Jürgen Wullenweber. Ein Grabmal oder Epitaph ist nicht überliefert.
Der Lübecker Ratsherr Konrad Wibbeking war sein Schwager.